# Richard II (pjäs)
Richard II eller Kung Richard den andre (originaltitel The Life and Death of King Richard the Second) är ett krönikespel skrivet av William Shakespeare. Pjäsen utgör den första delen i en tetralogi om regenterna Rikard II av England, Henrik IV av England och Henrik V av England.

## Tillkomsthistoria

### Datering
Man vet från ett brev daterat 7 december 1595 att pjäsen spelades i en privat föreställning strax därefter. I pjäsen finns många spår från Samuel Daniels The First Four Books of the Civil Wars, ett historiskt poem om rosornas krig som kom ut först 1595. Pjäsen bör alltså ha färdigställts någon gång däremellan.

### Pjäsens källor
Shakespeares huvudkälla anses vara Raphael Holinsheds Chronicles of England, Scotland, and Ireland som utkom första gången 1578 och trycktes på nytt 1585. I sin tur har Holinshed använt sig av den franska krönikan Chronique de la Traïson et Mort de Richart Deux Roy Dangleterre. För övrigt är det omdiskuterat vilka källor Shakespeare kan ha använt sig av.
Textkritiska forskare (filologer) har kommit fram till att Shakespeare kan ha använt sig av fyra olika källor till Richard II. Förutom Holinshed även fransmannen Jean Froissarts Chroniques, som kom i engelsk översättning av Gerald Berners 1523-25, samt Edward Halls The Union of the Two Illustrious Families of Lancaster and York som utkom 1548. Man har hittat likheter på sjuttio punkter mellan Richard II och Samuel Daniels poem, för många för att vara slumpmässiga.
Det är tveklöst att Shakespeare var bekant med The Mirror for Magistrates, publicerad 1559. Med säkerhet kände han även till John Lylys Euphues: The Anatomy of Wit från 1578.
Det finns en tidigare anonym och ofullständig pjäs om Rikard II som brukar kallas The First Part of Richard II eller Thomas of Woodstock. Denna pjäs tar upp de händelser som ledde fram till den punkt då Shakespeares pjäs börjar. Det är troligt att Shakespeare läst, sett eller spelat i denna pjäs.
Det finns många likheter mellan Richard II och Christopher Marlowes Edward II. Båda porträtterar en egenmäktig och obeslutsam monark, med ett tragiskt patos när han störtas. Båda avsätts, fängslas och mördas.

### Tryckningar och text
Richard II är tillsammans med Kung John och Henrik VI, del 1 de enda av Shakespeares pjäser som är helt skrivna på vers (blankvers).
Shakespeares pjäs registrerades hos the Stationers Company (boktryckarskrået) 29 augusti 1597 och den första kvartoupplagan publicerades av bokhandlaren Andrew Wise och trycktes av Valentine Simmes senare samma år under titeln The tragedie of King Richard the second. Man tror att upplagan grundar sig på Shakespeares eget handskrivna manus. Andra och tredje kvarton utkom 1598 (också publicerad av Andrew Wise och tryckt av Valentine Simmes), den fjärde 1608 och den femte 1615 (båda de senare publicerade av Matthew Lawe och tryckta av William Wright). Därpå trycktes pjäsen med titeln The life and death of King Richard the Second i First Folio 1623, som innehåller 36 pjäser av Shakespeares hand. Folioupplagan sammanställdes av Shakespeares skådespelarkollegor John Heminges och Henry Condell och publicerades av Edward Blount och Isaac Jaggard. Folioupplagan är den första att innehålla scenanvisningar och tros därför vara hämtad från sufflörens exemplar.
Pjäsen finns i flera versioner. De tre första kvartona saknar den viktiga abdikationsscenen (fjärde aktens första scen), pjäsens höjdpunkt. Först i den fjärde kvarton 1608 finns scenen med, i en förkortad version. Första gången scenen trycktes i sin helhet var i folioupplagan 1632. Litteraturhistoriska forskare tror att skälet till detta kan ha varit censuren under drottning Elisabets och Jakob I:s regeringar. The Master of the Revels (hovets överceremonimästare) var sedan 1581 ålagd att läsa och ge uppförandetillstånd åt alla pjäser. Det kan ha ansetts vågat att visa en regent som avsattes och ersattes av en annan regent.

## Handling
Handlingen utspelar sig under de två sista åren av kung Richards regering, 1398-1400. Richard II är en självupptagen person med tvära humörsvängningar, men han är också en resolut handlingsmänniska. Shakespeare visar en ung regent som genom politiska missgrepp drar på sig ett uppror, blir avsatt och till slut mördas.
Pjäsen börjar med att hertigarna Mowbray och Bolingbroke inför kungen anklagar varandra för högförräderi och för att ha förolämpat varandra och kungen. Richard bestämmer att tvisten skall avgöras i ett tornerspel. När de precis skall drabba samman avbryter Richard turneringen. Han bestämmer i stället att Mowbray skall förvisas på livstid och Bolingbroke på tio år, vilket kortas till sex år efter böner av John av Gaunt, Bolingbrokes far och Richards farbror.
När Gaunt dör konfiskerar Richard familjens tillgångar för att finansiera en kampanj på Irland för att slå ner ett uppror. Under Richards frånvaro återvänder den landsförvisade Bolingbroke till England för att återta sina rättmätiga tillgångar. Under kungens frånvaro samlar hertigen av Salisbury de walesiska styrkorna. När kungen inte dyker upp på utsatt tid drar sig dessa tillbaka. Bolingbroke tillfångatar och halshugger flera av Richards anhängare. När kungen väl återvänder från Irland knäböjer han och kysser Englands jord. Hertigen av York, som är farbror till både Bolingbroke och Richard, går opportunistiskt över till Bolingbroke som är den militärt starkare.
Det slutar med att den allt ensammare Richard inte ser något annat val än att kapitulera inför Bolingbrokes övermakt. Bolingbroke avsätter Richard och iklär sig regentskapet som kung Henrik IV. Richard har en svajande självuppfattning, han förmår bara se sig själv i egenskapen av kung och inte som en individ med eget berättigande. När han avsätts blir han därmed förfrämligad och finner det märkligt att han fortfarande existerar utan att vara kung. Han ber om en spegel som han krossar när han ser att hans stora sorg över den förlorade kronan inte avsatt några spår i hans ansikte.
För att ingen skall kunna tvivla på den nye kungens legitimitet anbefalls Richard att självmant avsvära sig kronan och överlämna den till Bolingbroke. Richard avstår från kronan men då Bolingbroke kräver att han skall läsa upp en petition där han erkänner sina brott mot staten vägrar han. Richard förs direkt till Towern.
York blir varse att hans son Aumerle är inblandad i en sammansvärjning mot den nye kungen. Det är extra känsligt för York eftersom han sent bytte sida från Richard till Henrik. Han söker upp kungen och anger sin son men hertiginnan följer efter och ber om nåd för sonen. Kungen beviljar Aumerle nåd men de andra kuppmännen halshuggs och deras huvuden rullas in på golvet i Westminster Hall. Under tiden har Richard mördats i Towern och hans kista bärs in på scenen som bevis på att allt som skrämt Henrik nu är borta.

## Översättningar till svenska
Första gången pjäsen utkom på svenska var 1825 i översättning av prosten Johan Henrik Thomander under titeln Konung Richard den andre: sorgspel. Nästa gång den utkom i en ny översättning var 1848 med Konung Richard den andre av Carl August Hagberg, där den ingick i Shakespeares dramatiska arbeten. Krönikespel. – Bd 4. Hagberg angav i utgåvan 1861 att han använt stora delar av Thomanders översättning oförändrade. 1964 kom Åke Ohlmarks översättning med titeln Kung Richard den andre i samlingsvolymen Historiska skådespel. Fjärde gången en ny översättning utkom var 1977 - Richard II - av Allan Bergstrand. 2016 utkom Ulf Peter Hallbergs översättning Richard II i samlingsvolymen Det blodiga parlamentet - fyra tragedier.

## Uppsättningar
Enligt drottning Elisabets egna anteckningar spelades pjäsen 40 gånger under hennes regeringstid, vilket anses vara ovanligt mycket. Pjäsen spelades både offentligt och i privatpalats. Det finns en inbjudan från sir Edward Hoby 1595 till sir Robert Cecil, en av drottningens rådgivare, att bevista den tidigast kända föreställningen av pjäsen. 1601 försökte earlen av Essex genomföra en statskupp mot drottningen. Kvällen innan kuppen hade han beställt ett offentligt framförande av Richard II av the Lord Chamberlain's Men, Shakespeares trupp, som man tror i syfte att få stöd i opinionen.
Första gången Shakespeares originaltext uppfördes efter hans livstid var 1738 på Covent Garden Theatre i London. Richard II hör till de mindre spelade av Shakespeares pjäser. Under 1800-talet ökade intresset. 1815 spelade Edmund Kean Richard i en adaptation av Richard Wroughton. Därefter togs rollen över av William Macready och 1857 spelades den av Charles Kean i en succéproduktion. 1899 satte William Poel upp pjäsen med Herbert Beerbohm Tree som kungen.
1929 spelades rollen av John Gielgud på Old Vic i London. Han återvände till rollen 1937 och 1953. 1947 regisserades pjäsen av fransmannen Jean Vilar som också spelade huvudrollen i en uppsättning som framfördes på Avignongfestivalen. 1952 hade Paul Scofield stora framgångar som Richard II. Andra som haft framgångar i rollen efter andra världskriget är Alec Guiness och Ian McKellen. 1974 sattes pjäsen upp av John Barton på Royal Shakespeare Theatre i Stratford-upon-Avon. Richard Pasco och Ian Richardson alternerade spegellika varannan kväll som Richard och Bolingbroke.
En berömd uppsättning är Théâtre du Soleils i Paris 1981 i regi av Ariane Mnouchkine. Utgångspunkten var att man ville lyfta fram det avlägsna hos Shakespeare - i viss polemik mot Jan Kotts synsätt i essäboken Shakespeare vår samtida, som hade stort genomslag i 1960- och 70-talets nytolkningar. Kostym, scen och teknik var hämtade från de klassiska japanska teaterformerna no-spel och kabuki. Även denna iscensättning spelades i Avignon.
1995 satte Deborah Warner upp pjäsen på Royal National Theatre med Fiona Shaw i titelrollen. År 2000 satte Stephen Pimlott upp pjäsen med Royal Shakespeare Company i modern dress och med blinkningar till både Bertolt Brecht och Samuel Beckett. 2005 regisserade Trevor Nunn Kevin Spacey i huvudrollen på Old Vic och 2011 regisserade Michael Grandage Eddie Redmayne i titelrollen på Donmar Warehouse i London. 2013 spelades kungen av David Tennant hos Royal Shakespeare Company.

### Uppsättningar i Sverige
Konung Richard II hade svensk premiär 8 oktober 1863 med Kungliga Dramatiska Teatern på Gustav III:s opera. Edvard Swartz spelade Richard och Georg Dahlqvist Bolingbroke, båda fick mycket beröm och hela uppsättningen var en stor framgång. Till 300-årsminnet av Shakespeares födelse 1864 spelades pjäsen på nytt på samma scen. Pjäsen regisserades då av August Bournonville, en av Sveriges första moderna regissörer. Nästa gång den spelades var på Nya teatern i Stockholm 1882 med August Lindberg som Richard. Lindberg var även styckets regissör, för vilket han fick mycket beröm. Det som vid läsningen framstår som dunkelt framstod i Lindbergs iscensättning i klar belysning. Lindberg spelade även föreställningen på turné med sitt eget sällskap.

#### Uppsättningar i Sverige sedan år 1900
- 1940 Konung Richard den andre, Radioteatern, regi Olof Molander
- 1958 Richard II, Stadsteatern Norrköping-Linköping, översättning Johan Henrik Thomander & Carl August Hagberg, regi Olof Widgren & John Zacharias, med Olof Widgren, John Elfström, Bertil Norström, Anders Nyström, Margret Weivers & Staffan Westerberg
- 1970 The Hollow Crown, gästspel av Royal Shakespeare Company på Riksteatern, regi John Barton
- 1986 Richard II (under titlarna Landsförvisningen, Återkomsten och Sorgens konung som del 1-3 i serien Rosornas krig), regi Anders Carlberg, med Ingvar Hirdwall, Anders Ahlbom Rosendahl, Tor Isedal, Rolf Skoglund, Peter Andersson & Allan Edwall

## Filmatiseringar
Richard II har filmats för TV tre gånger. 1978 regisserades filmen av David Giles med Derek Jacobi som Richard II och John Gielgud som Gaunt, Bolinbrokes far. 1997 gjordes en ny filmatisering i regi av Deborah Warner och 2003 gjordes en ny version med Mark Rylance som Richard II, en filmatisering av en uppsättning på the Globe Theatre i London regisserad av Tim Carroll. 2012 gjordes miniserien The Hollow Crown där Richard II utgjorde första delen i regi av Rupert Goold och med Ben Whishaw, Clémence Poésy, James Purefoy, David Suchet, Lindsay Duncan och David Morrissey.